# Alberton (Montana)
Alberton és una població dels Estats Units a l'estat de Montana. Segons el cens del 2000 tenia 374 habitants.

## Demografia
Segons el cens del 2000, Alberton tenia 374 habitants, 152 habitatges, i 108 famílies. La densitat de població era de 253,3 habitants per km².
Dels 152 habitatges en un 35,5% hi vivien nens de menys de 18 anys, en un 60,5% hi vivien parelles casades, en un 6,6% dones solteres, i en un 28,3% no eren unitats familiars. En el 23,7% dels habitatges hi vivien persones soles el 3,9% de les quals corresponia a persones de 65 anys o més que vivien soles. El nombre mitjà de persones vivint en cada habitatge era de 2,46 i el nombre mitjà de persones que vivien en cada família era de 2,88.
Per edats la població es repartia de la següent manera: un 27% tenia menys de 18 anys, un 5,9% entre 18 i 24, un 32,1% entre 25 i 44, un 26,7% de 45 a 60 i un 8,3% 65 anys o més.
L'edat mediana era de 36 anys. Per cada 100 dones de 18 o més anys hi havia 103,7 homes.
La renda mediana per habitatge era de 26.000 $ i la renda mediana per família de 26.500 $. Els homes tenien una renda mediana de 24.792 $ mentre que les dones 20.000 $. La renda per capita de la població era de 13.120 $. Aproximadament el 19,6% de les famílies i el 19,6% de la població estaven per davall del llindar de pobresa.

## Poblacions més properes
El següent diagrama mostra les poblacions més properes.